# Caesalpinia ortegae
Caesalpinia ortegae là một loài thực vật có hoa trong họ Đậu. Loài này được Standl. miêu tả khoa học đầu tiên.